# Suchohrdly
Suchohrdly är en ort i Tjeckien.   Den ligger i regionen Södra Mähren, i den sydöstra delen av landet, 180 km sydost om huvudstaden Prag. Suchohrdly ligger 308 meter över havet och antalet invånare är 1 010.
Terrängen runt Suchohrdly är lite kuperad. Runt Suchohrdly är det ganska tätbefolkat, med 78 invånare per kvadratkilometer. Närmaste större samhälle är Znojmo, 3,6 km väster om Suchohrdly. Trakten runt Suchohrdly består till största delen av jordbruksmark.